# Peggy March
Peggy March, geboren als Margaret Annemarie Battavio (Lansdale, Pennsylvania, 8 maart 1948), is een Amerikaans schlagerzangeres die veel in Duitsland heeft gewerkt.

## Carrière
Aanvankelijk werd ze bekend als Little Peggy March, met haar lengte van 1,45 m. Begin 1963 had ze als veertienjarige een wereldhit met I will follow him. In 1964 reisde ze naar Europa en trad ze op op het Festival van San Remo met Te ne vai. Ze nam een elpee op in het Italiaans die geproduceerd werd door Ennio Morricone.
Op 17-jarige leeftijd ging ze naar Duitsland en won ze de Schlagerfestspiele van Baden-Baden in 1965 met Mit 17 hat man noch Träume, dat een groot succes werd, ook in Nederland.

## Duitsland
Duitsland werd daarna haar tweede vaderland en ze had er nog meer hits, zoals Memories aus Heidelberg, Romeo und Julia en Einmal verliebt. In 1968 trouwde ze met haar producent Arnie Harris en ging ze in München wonen. In de jaren zeventig nam haar succes af. Ze trad af en toe nog op in een Duitse televisieprogramma. In 1974 werd haar dochter geboren. Toen in 1981 de platenmaatschappij haar contract niet meer verlengde, keerde Peggy March terug naar de Verenigde Staten. In de jaren 90 was er weer een opleving van haar succes. Voor de film Sister Act in 1992 kwam er een remake van I will follow him.

## Recent succes
In maart 2010 nam Peggy March een nieuw album op met nieuw, origineel materiaal in het Engels. Het album Always and Forever werd uitgebracht op 13 oktober 2010. Het werd gevolgd door een speciale editie voor de Duitstalige landen in april 2012. Verder zong ze ook twee duetten met de Nederlandse zangeres José Hoebee, waaronder een cover van I Will Follow Him, waarmee Hoebee in 1982 in Nederland en België een nummer 1-hit had gescoord.
Tegenwoordig treedt Peggy March nog steeds op in de Verenigde Staten, zoals in Las Vegas.

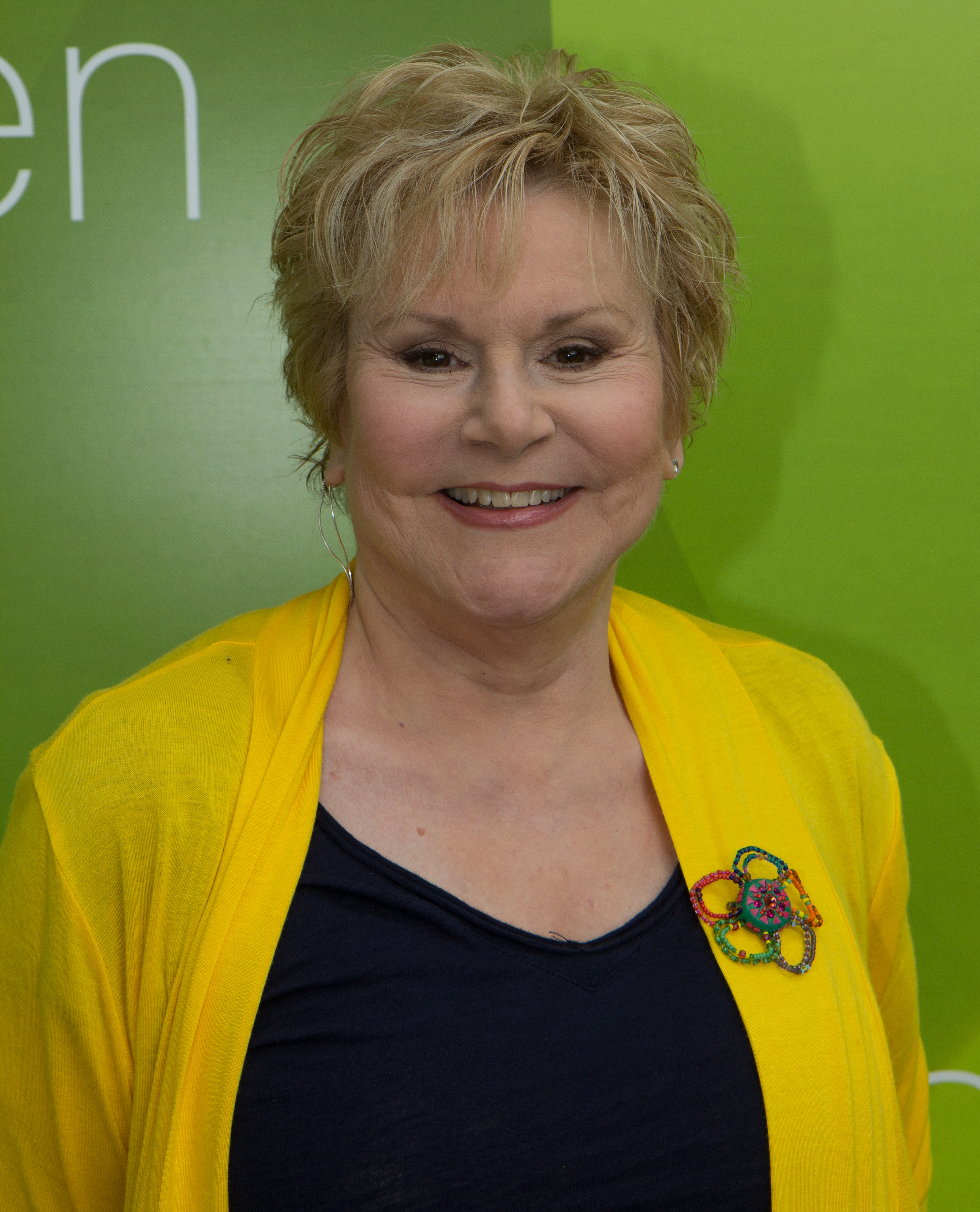
Peggy March in 2018

## Discografie

### Studioalbums
| - 1963: I Will Follow Him - 1966: Little Peggy March (Italie-productie e.a. Ennio Morricone) - 1965: In Our Fashion (met Bennie Thomas) - 1965: Tagebuch einer 17-jährigen - 1966: Amor (met Los Cruceños Y Ritmo) - 1966: Lass mir meine Träume - 1967: Hello Boys! - 1968: No Foolin’ - 1969: Around The World (Japan-productie) - 1969: Hey, das ist Musik für dich - 1970: Mein Lied für Peggy - 1970: Meine Welt - 1971: Love Story (Japan-productie) - 1972: Lady Music (dubbel-lp) - 1973: Für Dich | - 1975: Männer - 1976: Costa Brava - 1978: Fly Away Pretty Flamingo - 1979: Electrifying - 1991: Memories Of Heidelberg (nieuwe opnamen van eerdere succesnummers) - 1993: Alle Frauen wollen nur das Eine… - 1995: Die Freiheit, Frau zu sein - 1997: Eine Handvoll Paradies - 1997: Meilensteine (Best-Of-cd incl. drie nieuwe producties) - 2005: Get Happy - 2008: Meine Liebe ist stark genug (Best-Of-cd incl. vijf nieuwe producties) - 2010: Always And Forever - 2019: Man ist nie zu alt für Träume |

Medewerking
- 1977: Stars & Schlager aus Musik ist Trumpf (titel Hollandmädel)
- 1978: Stars & Schlager aus Musik ist Trumpf (nieuwe opname van In der Carnaby Street)
- 1978: Südfunk-Rhythmus (titel Lach dem Regen ins Gesicht, dubbel-lp van de Süddeutschen Rundfunks)
- 1982: 1000 Takte immergrüner Melodien (lp met medley's naar het gelijknamige tv-programma)
- 1984: Gute Laune mit Musik (titel Bonjour, Bonjour, promo-lp naar het gelijknamige tv-programma)
- 1988: Das große deutsche Schlagerfestival der 60er Jahre (Neuaufnahme Romeo und Julia, Dubbel-lp naar het gelijknamige tv-programma)
- 1995: ORF Schlager Karussell Weihnacht (titel Weihnachten lebt, cd naar het gelijknamige tv-programma)
- 1998: His Way - Juhnke singt Sinatra (duet Was kann ich denn dafür? als Duitse versie van Something Stupid)
- 2019: Schlagerspaß mit Andy Borg (duet Romeo und Julia, cd naar het gelijknamige tv-programma)

### Livealbums
- 1972: Peggy March in Kyoto
- 1999(?): Little Peggy March – Live in Concert (live-opname van een liefdadigheidsconcert)

### Werkuitgaven
- 1991: Mit 17 hat man noch Träume (de Duitse RCA-opnamen 1963–1966)
- 1991: Memories of Heidelberg (de Duitse RCA-opnamen 1966–1969)
- 1996: In der Carnaby Street (de Duitse DECCA-opnamen 1969–1972)
- 1996: Ich denk’ zurück an die Zeit (de Duitse DECCA-opnamen 1970–1972)
- 1997: The Very Best Of Little Peggy March (The Essential Singles Collection 1962-1968)
- 2017: If You Loved Me (RCA Recordings Around The World 1963-1969)

### Compilaties
- 1969: Die großen Erfolge
- 1972: Die großen Erfolge 2
- 1972: Einmal verliebt – immer verliebt (speciale editie)
- 1978: Star-Discothek
- 1986: Boy Crazy! (als Little Peggy March)
- 1996: I Will Follow Him (als Little Peggy March)

## Singles
| Jaar | Titel Album                                                         | Hitlijstklassering | Hitlijstklassering | Hitlijstklassering | Hitlijstklassering | Hitlijstklassering | Opmerkingen                                            |
| Jaar | Titel Album                                                         | DE                 | AT                 | CH                 | UK                 | US                 | Opmerkingen                                            |
| ---- | ------------------------------------------------------------------- | ------------------ | ------------------ | ------------------ | ------------------ | ------------------ | ------------------------------------------------------ |
| 1963 | I Will Follow Him (Chariot) I Will Follow Him                       | 6 (7 maanden)      | —                  | —                  | —                  | 1 (14 weken)       | Eerste publicatie: 1 maart 1963 als Little Peggy March |
| 1963 | I Wish I Were a Princess I Will Follow Him                          | —                  | —                  | —                  | —                  | 32 (7 weken)       | als Little Peggy March                                 |
| 1963 | Hello Heartache Goodbye Love I Will Follow Him                      | —                  | —                  | —                  | 29 (7 weken)       | 26 (9 weken)       | als Little Peggy March                                 |
| 1963 | The Impossible Happened I Will Follow Him                           | —                  | —                  | —                  | —                  | 57 (6 weken)       | als Little Peggy March                                 |
| 1964 | (I’m Watching) Every Little Move You Make –                         | —                  | —                  | —                  | —                  | 84 (3 weken)       | als Little Peggy March                                 |
| 1964 | Lady Music Tagebuch einer 17-jährigen                               | 12 (4 maanden)     | —                  | —                  | —                  | —                  | als Little Peggy March                                 |
| 1964 | Wenn der Silbermond Tagebuch einer 17-jährigen                      | 15 (4 maanden)     | —                  | —                  | —                  | —                  |                                                        |
| 1964 | Hallo Boy Tagebuch einer 17-jährigen                                | 17 (4½ maand)      | —                  | —                  | —                  | —                  |                                                        |
| 1964 | Good Bye, Good Bye, Good Bye Tagebuch einer 17-jährigen             | 8 (3½ maand)       | —                  | —                  | —                  | —                  |                                                        |
| 1965 | Er schoß mir eine Rose Tagebuch einer 17-jährigen                   | 23 (1½ maand)      | —                  | —                  | —                  | —                  |                                                        |
| 1965 | Mit 17 hat man noch Träume Laß mir meine Träume                     | 2 (3½ maand)       | 7 (4 weken)        | —                  | —                  | —                  | Eerste publicatie: juni 1965                           |
| 1965 | Die schönen Stunden gehen schnell vorbei Tagebuch einer 17-jährigen | 25 (2 maand)       | —                  | —                  | —                  | —                  |                                                        |
| 1966 | Hundert Jahre und noch mehr Laß mir meine Träume                    | 18 (3 maand)       | —                  | —                  | —                  | —                  |                                                        |
| 1966 | Sweetheart, schenk mir einen Ring Laß mir meine Träume              | 40 (½ maand)       | —                  | —                  | —                  | —                  |                                                        |
| 1967 | Memories of Heidelberg Hello Boys!                                  | 5 (4½ maand)       | 7 (12 weken)       | —                  | —                  | —                  | Eerste publicatie: februari 1967                       |
| 1967 | Romeo und Julia Hello Boys!                                         | 4 (5½ maand)       | 4 (20 weken)       | 5 (3 weken)        | —                  | —                  | Eerste publicatie: augustus 1867 Verkoop: + 500.000    |
| 1967 | Telegramm aus Tennessee Hello Boys!                                 | 15 (2½ maand)      | 11 (8 weken)       | —                  | —                  | —                  |                                                        |
| 1968 | Canale Grande Number One Hello Boys!                                | 18 (2½ Mt.)        | 12 (12 weken)      | —                  | —                  | —                  |                                                        |
| 1968 | Das ist Musik für mich Hello Boys!                                  | 21 (1½ maand)      | —                  | —                  | —                  | —                  |                                                        |
| 1968 | Mississippi Shuffle Boat Memories of Heidelberg                     | 30 (1½ maand)      | —                  | —                  | —                  | —                  |                                                        |
| 1968 | Yesterday Waltz Memories of Heidelberg                              | 37 (½ maand)       | —                  | —                  | —                  | —                  |                                                        |
| 1969 | Hey Memories of Heidelberg                                          | 29 (1½ maand)      | —                  | —                  | —                  | —                  |                                                        |
| 1969 | Bahama Lullaby Memories of Heidelberg                               | 13 (1 maand)       | —                  | —                  | —                  | —                  |                                                        |
| 1969 | In der Carnaby Street Einmal verliebt – immer verliebt              | 16 (3½ maand)      | —                  | —                  | —                  | —                  |                                                        |
| 1969 | Mister Giacomo Puccini Memories of Heidelberg                       | 33 (1 maand)       | —                  | —                  | —                  | —                  |                                                        |
| 1970 | Die Maschen der Männer Puppe mit dem goldenen Haar                  | 29 (½ maand)       | —                  | —                  | —                  | —                  | Eerste publicatie: juli 1970                           |
| 1970 | Einmal verliebt – immer verliebt Doktor (Mein Herz macht na-na-na)  | 23 (21 weken)      | —                  | —                  | —                  | —                  | Eerste publicatie: november 1970                       |
| 1971 | Sing, wenn du glücklich bist Ich denk’ zurück an die Zeit           | 35 (4 weken)       | —                  | —                  | —                  | —                  | Eerste publicatie: juni 1971                           |
| 1972 | Ich weiß, ich verlieb’ mich noch heute in dich –                    | 38 (2 weken)       | —                  | —                  | —                  | —                  | Eerste publicatie: januari 1972                        |
| 1972 | Es ist schwer, dich zu vergessen Für dich                           | 30 (2 weken)       | —                  | —                  | —                  | —                  | Eerste publicatie: mei 1972                            |
| 1975 | Du, mach mich nicht an Costa Brava                                  | 47 (1 week)        | —                  | —                  | —                  | —                  |                                                        |
| 1977 | Fly Away Pretty Flamingo                                            | 15 (14 weken)      | —                  | —                  | —                  | —                  | Eerste publicatie: augustus 1977                       |

Verdere singles
| - 1963: Te ne vai / Così (als Little Peggy March) - 1963: Pagan Love Song (als Little Peggy March) - 1963: The Impossible Happened (als Little Peggy March) - 1963: After You (als Little Peggy March) - 1964: Passo su passo (als Little Peggy March) - 1964: Gli occhi tuoi sono blu / Eh, Bravo - 1964: Watch What You Do with My Baby - 1965: Sechs Tage lang - 1965: Let Her Go - 1965: Losin' My Touch - 1965: Quand on a Que Dix-Sept Ans - 1965: Kilindini Docks - 1966: Male nicht den Teufel an die Wand - 1966: Spar Dir Deine Dollar - 1966: Running Scared - 1966: Fool, Fool, Fool (Look in the Mirror) - 1967: Let Me Down Hard - 1967: Your Good Girl’s Gonna Go Bad - 1967: How Can I Tell Him? - 1967: Foolin’ Around - 1968: I’ve Been Here Before - 1968: If You Loved Me (Soul Coaxing – Ame Caline) - 1968: Try to See It My Way - 1968: Roses on the Sea - 1969: Happy End im Hofbräuhaus - 1969: Che figura ci farei - 1969: Ein Zigeuner ohne Geige - 1970: Vor dem Buckingham-Palast - 1970: Carmen aus Sevilla - 1971: Hallo Partner – danke schön - 1973: Das sind die Träume, die man so träumt | - 1973: Berlin, Berlin - 1973: Und dann will es keiner gewesen sein - 1974: Alles geht vorüber - 1974: Muß i denn zum Städtele hinaus - 1974: Sommerliebe Good-Bye - 1975: Weiße Windmühlen dreh’n sich im Wind - 1975: Du, mach mich nicht an - 1976: Happy Birthday, America! - 1976: Costa Brava - 1977: Wenn schon, denn schon - 1978: (I Wonna Be) Somebody’s Baby - 1978: Oklahoma Bay - 1978: Average People - 1979: I Love Making Love to You - 1980: Dreh die Uhr zurück zum Anfang - 1980: Dann ist es Liebe - 1986: Where Did Our Love Go - 1993: Du hast noch fünf Minuten Zeit - 1993: Alle Frauen wollen nur das Eine… - 1993: Küssen ist nicht erlaubt - 1994: Aus purer Sehnsucht - 1995: Nur du bist für immer… - 1995: Bald - 1995: Viel zu nah am Himmel - 1996: Und auf einmal ist er frei - 1997: Wir werden uns erkennen - 2012: My Christmas Wish (met José Hoebee) - 2019: Ob mit 17 oder mit 70 - 2021: Dass jeder Tag zählt - 2022: Die Frau in meinem Spiegel |

### NPO Radio 2 Top 2000
| Nummer met noteringen in de NPO Radio 2 Top 2000 | '99  | '00  | '01  |
| ------------------------------------------------ | ---- | ---- | ---- |
| I Will Follow Him                                | 1917 | 1991 | 1991 |

1. ↑  Een vetgedrukt getal geeft de hoogste notering aan.
2. ↑  Deze tabel is bijgewerkt tot en met de laatste editie (2024).

## Filmografie

### Bioscoop
- 1964: Holiday in St. Tropez
- 1964: Die lustigen Weiber von Tirol
- 1965: Das Spukschloß im Salzkammergut
- 1965: Ein Ferienbett mit 100 PS
- 1965: Tausend Takte Übermut
- 1965: Ich kauf mir lieber einen Tirolerhut
- 1966: Das sündige Dorf
- 1971: Das haut den stärksten Zwilling um
- 1972: Heute hau’n wir auf die Pauke

### Televisie
- 1979: Flotte Formen - Kesse Kurven
- 1987: Vicki (televisieserie, 1 aflevering)
- 1989: Throb (televisieserie, 1 aflevering)

## Publicaties
- Peggy March – I will follow me: wie ich anfing, ich selbst zu sein met Nina Faecke, Marie von Mallwitz Verlag, München 2023, ISBN 978-3-946297-27-7.

- Biblioteca Nacional de España: XX1084672
- Gemeinsame Normdatei: 134454820
- International Standard Name Identifier: 0000 0000 8100 3596
- Library of Congress Control Number: n96004594
- MusicBrainz: 1de1abbd-d800-41e6-9967-d3f904b2bb80
- Virtual International Authority File: 21398289
- WorldCat: E39PBJqw6Pk3C9hWfHqJVWBXVC